# Teatro político
Se conoce como Teatro político al teatro de inspiración marxista desarrollado principalmente en la primera mitad del siglo XX, siendo el director teatral Erwin Piscator su primer y destacado teórico. 
Puede decirse que el teatro en sí mismo es político, siempre ha existido un teatro en mayor o menor medida preocupado por los problemas sociales y lo político, pero es el iniciado por Piscator en las primeras décadas del siglo XX el que toma tal denominación. Y aunque existe un teatro político de derechas, con autores cercanos o incluso militantes en la derecha, el denominado teatro político fue aquel que incorporó el teatro a la lucha del proletariado por su emancipación y aquel que es su heredero.
Piscator trasladó la teoría marxista al teatro, consideró que la lucha por la emancipación del proletariado había olvidado al teatro, quedando éste al margen de la lucha por la transformación de la sociedad. Piscator recogió sus ideas y experiencias en su libro Teatro Político. 
El teatro que se ofrecía era un teatro destinado a la burguesía, la clase trabajadora quedaba al margen de esa expresión artística y su propuesta fue la de crear un teatro del proletariado que reflejase los problemas del proletariado, y más allá, capaz de contribuir a su emancipación. Al teatro político lo definió el propósito de constituirlo en instrumento de transformación en manos de la clase trabajadora. Su estética, su forma y características fueron aquellas que sus dramaturgos consideraron mejor se prestaban a ese fin. Bertolt Brecht que inicialmente trabajó como dramaturgo para Piscator, con su Teatro épico creó un armazón teórico sólido que ha sido influencia para muchos directores y dramaturgos posteriores.
En la segunda mitad del pasado siglo XX el teatro político perdió influencia, conservándola principalmente en Iberoamérica, España y Portugal, coincidiendo con países con regímenes no democráticos; en estos países se extiende el fenómeno de los teatros independientes artífices de innovaciones que buscaban resquicios en la censura para desarrollar un teatro que se ha dado en llamar "de compromiso", heredero del teatro político de Piscator.